# Tino di Geraldo
Faustino Fernández Fernández  conocido como Tino di Geraldo (Toulouse, 1960) es un percusionista, tablista, baterista y productor franco-español. Considerado como uno de los principales percusionistas de flamenco y jazz de España, que aporta influencias clásicas y de jazz al flamenco,  con un trasfondo punk-rock.

## Biografía
Hijo de una pareja asturiana, nació en Toulouse y pasó su infancia en Francia. Se formó en percusión clásica y jazz antes de iniciarse en el flamenco de joven en Madrid, al conocer a Diego Carrasco que necesitaba un percusionista. Ha trabajado con algunos de los nombres más importantes del flamenco y la música latina como Paco de Lucía, Tomatito, Chano Domínguez, Carlos Núñez, Raimundo Amador, Javier Álvarez, Niña Pastori, y Manolo Sanlúcar . También con el guitarrista de jazz francés/vietnamita Nguyen Le y el músico de folk estadounidense Jackson Browne, participando y produciendo su cuarto álbum en vivo Love Is Strange: En Vivo Con Tino y en la canción " These Days ", gira con él desde 2006. Participó en el álbum Luzia de Paco de Lucía de 1998.
Formó un grupo con Carles Benavent y Jorge Pardo, en un periodo en el que estos tocaban con Paco de Lucia. Realizaron una gira en 1998 y nuevamente en 2007-8. Participó con la percusión en la grabación del disco 2332 de Jorge Pardo y en el disco Aire de Moraíto . El álbum de 2003, Tino, tardó tres años en completarse y solo tenía una pista de flamenco. Billboard lo citó en 1996 como un "músico flamenco eminente". Ha producido discos para Luz Casal, Carrasco, Elbicho, Jazzpaña y Tomasito.
En 2021 presentó Kali canto con Melón Jiménez y Lara Wong a partir de la profundización en el estudio de la tabla india.